# کاستلتو ستورا
کاستلتو ستورا (به ایتالیایی: Castelletto Stura) یک کومونه در ایتالیا است که در استان کونیو واقع شده‌است.

## خصوصیات
کاستلتو ستورا ۱۶٫۶ کیلومترمربع مساحت و ۱٬۳۴۱ نفر جمعیت دارد و ۷۶۰ متر بالاتر از سطح دریا واقع شده‌است.